# Julia Gomelskaïa
Œuvres principales
- Quatuor à cordes Du fond de l'âme (1997)
- Jane Eyre, musique de ballet (1997)
- Out of Gravitation, pour soprano, deux flûtes et piano (2001)
- Symphonie SymPhobia (2004)
- Concerto grosso (2009)
Julia Alexandrovna Gomelskaïa (en ukrainien : Юлія Олександрівна Гомельськаїс), née le 11 mars 1964 à Saratov (district fédéral de la Volga, Russie) et morte le 4 décembre 2016 dans l'oblast d'Odessa (Ukraine), est une compositrice et pédagogue ukrainienne.

## Biographie
Julia Gomelskaïa étudie la composition auprès d'Oleksandr Krasotov (en) à l'Académie de musique d'Odessa, dont elle sort diplômée en 1990, avant d'y revenir pour enseigner à son tour la composition.
En 1994, elle parfait son apprentissage de la composition au Centre de Musique Contemporaine de la Fondation Gaudeamus (en) d'Amsterdam, auprès de Ton de Leeuw et Nigel Osborne.
On lui doit des pièces pour instrument seul, de la musique de chambre (comme le quatuor à cordes Du fond de l'âme), des œuvres pour orchestre (notamment le ballet Jane Eyre, la symphonie SymPhobia et un concerto grosso), ainsi que de la musique vocale (dont Out of Gravitation, pour soprano, deux flûtes et piano).
Julia Gomelskaïa meurt prématurément à 52 ans, en 2016, dans un accident de voiture près d'Odessa (de même que son mari, Sergueï Usatenko).

## Liste des compositions

### Pièces pour instrument solo
- 1999 : Sept touches, pour piano
- 2000 : Dabuba-Pa, pour violon seul
- 2001 : Barva, pour bandoura seul
- 2003 : Le Seul Indice..., pour flûte seule
- 2005 : Ukrajinochka, pour piano
- 2006 : O Vstrechnom, message pour piano
- 2007 : Le Seul Indice..., pour clarinette seule

### Musique de chambre
- 1987 : Sonate pour violon et piano
- 1989 : En opposition, pour quatuor à cordes ; Fantaisie sur des  thèmes de Porgy and Bess de George Gershwin, pour violon, violoncelle et piano
- 1992 : In modo sketch, pour violoncelle et piano
- 1994 : Saxonome.Apologia, pour saxophone alto, flûte, clarinette, violon, violoncelle et piano
- 1995 : Phonium-Folk, pour flûte, violon, violoncelle et piano
- 1995 : Diphonium, pour flûte, hautbois, clarinette, basson, cor, deux violons, alto, violoncelle et contrebasse ; N-Quartet, pour quatuor à cordes
- 1996 : Rituel oublié, pour flûte, saxophone alto, percussion et piano ; Bagatelle, pour cor et piano ; Sérénade sentimentale, pour basson et piano ; FlûteVers-Inversions, pour flûte et bande magnétique
- 1997 : Quatuor à cordes Du fond de l'âme
- 1998 : Zig-Net-Zag, pour clarinette, clarinette basse, violoncelle et deux pianos
- 1999 : Synopsis des symétries, pour flûte, violon, alto et violoncelle
- 2000 : Derrière l'ombre du son, pour violon et accordéon bayan ; ...Herbarium... Musique des rappels, pour violon, alto et violoncelle ; Le Piège pour deux, pour saxophones soprano et alto (ou deux clarinettes)
- 2001 : Le Triomphe de l'adrénaline, pour trombone et percussion ; The Riot, pour petit ensemble de vents et de percussions ; DiaDem, pour flûte et harpe
- 2002 : EcHorn, pour cor et piano
- 2003 : Carl et Clara, pour clarinette et piano ; DiaDem, pour violon et violoncelle ; DiaDem, pour flûte et piano
- 2005 : Rhythmus, pour contrebasse et piano ; Dive deep in a rhythm-risk-riot..., pour violon, violoncelle et piano
- 2006 : Gutsulka-Dance, pour piano et percussion (ou deux pianos et deux percussions) ; Appeler le soleil, pour deux pianos ; À travers les cristaux de la mosaïque gothique, pour deux flûtes, violoncelle et piano
- 2007 : Symphonie de chambre Strimpellata-Sounds, pour flûte, hautbois, clarinette, basson, cor, deux violons, alto, violoncelle et contrebasse
- 2008 : Les Charmes d'un oiseau ardent solitaire ou Le Bandoura bien numérisé, pour bandoura et bande magnétique ; Jab-Jazz, pour trombone, percussion et piano ; La Trace de la trompette, pour trompette et piano

### Musique avec orchestre
- 1990 : Ouverture-Poème
- 1993 : Ex-Libris, pour violon et orchestre
- 1995 : Floridas, pour petit orchestre
- 1996 : Kurt-Réminiscences, pour orchestre à vent ; Memento Vitae
- 1997 : Jane Eyre, musique de ballet pour petit orchestre, d'après le roman éponyme de Charlotte Brontë
- 1998 : Ithron-Phonium
- 2004 : Symphonie SymPhobia
- 2007 : AtomAnatomy, pour orchestre de chambre ; Concert pour piano et orchestre à cordes
- 2009 : Concerto grosso, pour violon et orchestre à cordes

### Musique vocale
- 1988 : Le Cri, cantate de chambre pour baryton, violon, violoncelle et piano
- 1991 : Du fond de l'âme, cycle pour baryton et piano
- 1993 : Versets du printemps, cantate de chambre pour chœur d'enfants, violon, percussion et piano
- 1994 : Mots non murmurés, cantate de chambre pour soprano, flûte et piano
- 1996 : Winter Pastoral (titre original), pour chœurs a cappella (+ version pour quatuor vocal, 2003) ; L'Automne taché de larmes, pour soprano et piano
- 1997 : Anne Boleyn, opéra de chambre pour solistes et piano ; Waiting, pour mezzo-soprano et piano
- 1999 : Sarah la divine, scène d'opéra pour mezzo-soprano et piano
- 2001 : Out of Gravitation (titre original), pour soprano, deux flûtes et piano
- 2002 : Vitae Musica, concert des symboles pour chœurs et piano à quatre mains
- 2004 : My Sister-Night (titre original), pour mezzo-soprano, deux flûtes et piano
- 2006 : Vyjdy, vyjdy, Ivanku, chant folklorique ukrainien pour chœurs a cappella ; En murmurant, en parlant et en chantant, pour chœurs a cappella
- 2009 : Ballade ukrainienne, pour soprano et tuba